# Гульельми, Пьетро Алессандро
Пьетро Алессандро Гульельми (итал. Pietro Alessandro Guglielmi; 9 декабря 1728 года, Масса, герцогство Масса и Каррара — 18 ноября 1804 года, Рим, Папская область) — итальянский композитор.

## Биография
Пьетро Алессандро Гульельми родился в Массе 9 декабря 1728 года в семье композитора и музыканта Якопо Маркантонио Гульельми и Джулии, в девичестве Гуэрра. Будущий композитор принадлежал к известному роду музыкантов, трудившихся в герцогстве Масса и Каррары с XVI по XIX век. Начальное музыкальное образование он получил от отца — капельмейстера герцогской капеллы, который научил его игре на фаготе и альте и от старшего брата Доменико Гульельми — священника и будущего органиста и капельмейстера кафедрального собора Массы, который научил его игре на клавесине и обучил контрапункту. Ещё в юном возрасте Пьетро Алессандро Гульельми был принят на службу в оркестр герцогского театра в Массе.
Благодаря рекомендациям Альдерано Чибо, герцога Массы и Каррары, а затем и его вдовы, герцогини Риччарды Гонзага в 1746 году Пьетро Алессандро Гульельми поступил в консерваторию Санта-Мария-ди-Лорето в Неаполе, где учился у Франческо Дуранте, вместе с Джованни Пазиелло и Доменико Чимароза. В 1750 году, продолжая обучение, он получил место маэстрино (младшего учителя) в альма-матер, а в 1754 году завершил музыкальное образование и покинул консерваторию.
Зимой 1757 года дебютировал как оперный композитор оперой-буффа «Сапожник-мощенник» (итал. Lo solachianello imbroglione) по либретто Доменико Пиньятеро на неаполитанском диалекте на сцене театра Фьорентини в Неаполе. В течение последующих пяти лет композитор сочинил десять комических сценических произведений, которые были поставлены на сценах театров Неаполя, за исключением интермеццо «Богатый трактирщик» (итал. La ricca locandiera), премьера которой прошла в театре Капраника в Риме. Здесь же в Риме в 1763 году на сцене театра Арджентина была поставлена его первая опера-сериа «Тит Манлий» (итал. Tito Manlio).
В последующие годы Пьетро Алессандро Гульельми жил и работал во Флоренции, Падуе, Турине и Венеции. Его оперы пользовались успехом у зрителей, что сделало имя композитора известным по всей Европе. Осенью 1767 года по просьбе Феличе Алессандри он прибыл в Лондон, где поступил на место композитора и дирижёра в Королевский театр и занимал эту должность до 1772 года. Первой его постановкой в Лондоне было пастиччо «Тигран» (итал. Tigrane), премьера которого прошла 27 октября 1767 года. Особенной популярностью оперы композитора также пользовались при дворах курфюрста Саксонского в Дрездене и герцога Брауншвейгского в Брауншвейге, а также неоднократно ставились во дворцом театре князя Миклоша Иосифа Эстерхази и на сценах театров в Российской империи.
С 1772 по 1776 год Пьетро Алессандро Гульельми жил на севере раздробленной Италии и сочинял оперы для театров Венеции, Рима, Турина и Милана. Осенью 1776 года вернулся в Неаполь, где жил и работал до 1793 года. 3 марта 1793 года он был назначен капельмейстером Юлианской капеллы в соборе Святого Петра в Риме и занимал эту должность до самой смерти. За это время им были написаны многочисленные сочинения церковной музыки. Пьетро Алессандро Гульельми умер в Риме 18 ноября 1804 года.

## Творческое наследие
Творческое наследие композитора включает около 100 опер, 17 ораторий и кантат, около 20 сочинений камерной и 12 сочинений церковной музыки, многочисленные симфонии.

## Видеозаписи
- Pietro Alessandro Guglielmi. Overture «Debora e Sisara» — Пьетро Алессандро Гульельми. Увертюра из оперы «Девора и Сисара».  (итал.)
- Pietro Alessandro Guglielmi. «Sinfonia in G major» — Пьетро Алессандро Гульельми. «Симфония соль мажор». Фрагмент.  (итал.)